# Basket Femminile Biassono
L'Associazione Sportiva Basket Femminile Biassono è la principale società di pallacanestro femminile di Biassono (MB) . Nella stagione 2022/23 ha disputato il campionato di Promozione Lombardo.

## Quadri Societari e Tecnici
Team Manager = Patrizia Marchini

Direttore Sportivo = Emanuele Beretta

## Storia
L'A.S.Dil. Basket Femminile Biassono è nata nell'estate 1970 grazie all'intuizione di quello che ne sarebbe diventato il presidente storico, Antonio Marchini. In quasi 44 anni ha ottenuto eccellenti risultati soprattutto a livello giovanile, la vera missione del club biancorosso.
La pallacanestro biassono si affaccia alla serie A2 nella stagione 2003-04. In quell'anno la squadra si classifica al 12º posto e disputa i play-out, salvandosi e mantenendo così il diritto di giocare nella serie. La stagione successiva si rivela più difficoltosa per la compagine biassonese, tanto che chiude la stagione con 0 punti retrocedendo in serie B. Dopo tre stagioni in serie B disputate ad un buon livello, ritrova la serie A2 al termine della stagione 2007-08 vincendo i play-off contro il Lavagna.
Gestita operativamente da Patrizia Marchini, dopo la scomparsa di papà Antonio, con l'aiuto di Emanuele Beretta e Paolo Riva (Presidente), la società BFB si è insediata stabilmente in serie A2, ottenendo come miglior risultato la partecipazione ai playoff per la promozione in A1. Non si contano invece le partecipazioni alle Finali Nazionali delle formazioni giovanili: i podi più recenti sono quelli delle formazioni Under 15 che, nel 2013 e del 2014, si sono classificate terze in Italia. Nel corso della stagione 2014-15 la formazione U19 ha conquistato i quarti delle finali Nazionali mentre le U17 hanno confermato il dominio regionale, passando poi il turno interzonale del concentramento 1.  Attualmente BFB ha una formazione in A2, composta quasi esclusivamente da giocatrici militanti anche nel proprio settore giovanile.

## Giocatrici stagione 2014-15
Paola Novati        - Ruolo:Pivot        - Anno:1998 - Altezza:184

Giulia Iasenza      - Ruolo:Pivot        - Anno:1996 - Altezza:182

Giulia Porro        - Ruolo:Playmaker    - Anno:1995 - Altezza:169

Elisa Maniero       - Ruolo:Ala          - Anno:1998 - Altezza:174

Francesca Ottolina  - Ruolo:Guardia      - Anno:1996 - Altezza:175

Alessandra De Ponti - Ruolo:Playmaker    - Anno:1997 - Altezza:168

Laura Rossi         - Ruolo:Play/Guardia - Anno:1997 - Altezza:172

Alessia Colombo     - Ruolo:Pivot        - Anno:1993 - Altezza:186

Linda Ferrazzi      - Ruolo:Guardia      - Anno:1997 - Altezza:170

Federica Sallustio  - Ruolo:Guardia/Ala  - Anno:1995 - Altezza:175

Francesca Viganò    - Ruolo:Guardia/Ala  - Anno:1998 - Altezza:176

Valentina Giulietti - Ruolo:Playmaker    - Anno:1998 - Altezza:169

Marina Gargantini   - Ruolo:Ala          - Anno:1993 - Altezza:181

Giada Perini        - Ruolo:Guardia      - Anno:1998 - Altezza:173

Angelica Tibè       - Ruolo:Pivot        - Anno:1996 - Altezza:184

## Squadre anni precedenti
Formazione 1984-85: Ghilardi, Varzella, Brazioli, Loaldi, Cason, Lomazzi, Novati, Venisti, Bonetti, Bulgarelli, Magnoni, Panzeri, Allenatore Tassotti, Primo Assistente Maiello, Preparatore atletico Galli, (Sponsor Italsimac)

...........
Formazione 1998-99: Francesca Nespolo, Laura Guidoni, Marta Casartelli, Silvia Brioschi, Lisa Colombo, Silvia Lupo, Silvia Sala, Elena Barbieri, Raffaella Didoni, Chiara Patruno, Valentina Boschetti, Chiara Pirola, Sofia Turri, Rossana Brambilla, Mara Botton, Marta Ceretti, Chiara Mangili, Valentina Berti, Allenatore Paolo Fassina, Primo Assistente Franco Gariboldi (Sponsor Pilot Italia SpA)

...........
Formazione 2008-09: Rios Yadiletsy, Elisa Zanon, Silvia Scudiero, Elena Barbieri, Virginia Galbiati, Lucia Dell'Orto, Elena Viganò, Laura Gorla, Valentina Gariboldi, Alessandra Zucchi, Alice Mandelli, Alessia Busnelli, (Sponsor: Pilot Italia SpA)
Formazione 2009-10: Virginia Galbiati, Antonella Contestabile, Silvia Scudiero, Mara Invernizzi, Elena Barbieri, Elisa Zanon, Ravelli Ashley, Elena Viganò, Martina Reggiani, Alessandra Zucchi, Alessia Busnelli, Marina Fumagalli, (Sponsor: Pilot Italia SpA)
Formazione 2010-11: Mara Invernizzi, Martina Gargantini, Virginia Galbiati, Alessandra Zucchi, Alessia Colombo, Sara Canova, Chiara De Fiori, Marina Fumagalli, Elena Barbieri, Marta Tallarita, Martina Reggiani, Marta Bonetti, Giada Mantoan, Antonella Contestabile, Alessia Busnelli, Allenatore Andrea Piccinelli, Forgione Francesca, Primo Assistente Cosimo De Milo (Sponsor: Pilot Italia SpA, Pacia srl, Bianchi e C Srl, Sportech srl)
Formazione 2011-12: Alice Mandelli, Martina Gargantini, Martina Reggiani, Virginia Galbiati, Alessandra Zucchi, Sara Canova, Giulia Porro, Mara Invernizzi, Elena Barbieri, Alessia Colombo, Marina Fumagalli, Viktorjia Nazarova, Giada Mantoan, Antonella Contestabile,Allenatore Valerio Signorini, Primo Assistente Cosimo De Milo (Sponsor: Lissone Interni srl, Tessilform srl)
Formazione 2012-13: Matilde Tettamanzi, Martina Gargantini, Giulia Porro, Giulia Fumagalli, Sara Canova, Francesca Frigerio, Alice Mandelli, Federica Sallustio, Alessia Colombo, Marina Fumagalli, Irina Giorgi, Antonella Contestabile, Allenatore Stefano Fassina, Primo Assistente Dario Aramini (Sponsor: Pilot Italia SpA, Paci srl, Bianchi Group)
Formazione 2013-14: Matilde Tettamanzi, Giulia Porro, Giulia Fumagalli, Francesca Frigerio, Federica Sallustio, Alessia Colombo, Irina Giorgi, Laura Rossi, Alessandra De Ponti, Linda Ferrazzi, Valentina Giulietti, Francesca Viganò, Giulia Iasenza, Federica Ottolina, Allenatore Stefano Fassina, Primo Assistente Dario Aramini